# 丁墨
丁墨，中国言情小説作家兼编剧，人稱“老墨”、“黑土”、“墨大”。

## 小说作品
| 系列         | 出版年份 | 書名                           | 備註               |
| 探案言情系列 | 2013年   | 《如果蝸牛有愛情》             |                    |
| 探案言情系列 | 2014年   | 《他來了，請閉眼》             |                    |
| 探案言情系列 | 2015年   | 《美人為餡》                   |                    |
| 探案言情系列 | 2017年   | 《他來了請閉眼之暗粼》         |                    |
| 探案言情系列 | 2019年   | 《待我有罪時》                 |                    |
| 科幻系列     | 2011年   | 《君子好囚》（末夜2235）       |                    |
| 科幻系列     | 2012年   | 《乖寵》（梟寵）               |                    |
| 科幻系列     | 2014年   | 《獨家佔有》                   |                    |
| 科幻系列     | 2015年   | 《他與月光為鄰》               |                    |
| 商戰系列     | 2014年   | 《你和我的傾城時光》           |                    |
| 商戰系列     | 2016年   | 《莫負寒夏》                   |                    |
| 短篇         | 2005年   | 《情意深深》                   |                    |
| 短篇         | 2006年   | 《獵瓏傳》                     |                    |
| 短篇         | 2006年   | 《暗號》                       |                    |
| 短篇         | 2006年   | 《捨不得忘記》                 |                    |
| 短篇         | 2007年   | 《代替》                       |                    |
| 短篇         | 2008年   | 《相親之真假良人》             |                    |
| 短篇         | 2009年   | 《大愛無言》                   |                    |
| 短篇         | 2009年   | 《半遮面》                     |                    |
| 短篇         | 2013年   | 《最後一個機械人》             | 《獨家佔有》番外篇 |
| 短篇         | 2012年   | 《三個短篇》                   |                    |
| 短篇         | 2010年   | 《最後一隻妖孽》               |                    |
| 評論文章     | 2010年   | 《吾王，吾之至愛》             |                    |
| 評論文章     | 2011年   | 《蛋生的堅強》                 |                    |
| 評論文章     | 2012年   | 《平行空間》                   |                    |
| 其他作品     | 2005年   | 《我的美少年將軍》             |                    |
| 其他作品     | 2005年   | 《嫁給我，女飛賊》             |                    |
| 其他作品     | 2005年   | 《我的青蛙王子》               |                    |
| 其他作品     | 2009年   | 《望斷來時路》                 |                    |
| 其他作品     | 2009年   | 《明月曾照江東寒》             |                    |
| 其他作品     | 2013年   | 《穿越之江山不悔》（江山不悔） |                    |
| 其他作品     | 2013年   | 《慈悲城》（錯過世界遇到你）   |                    |
| 其他作品     | 2016年   | 《征服者的慾望》（戰神）       |                    |
| 其他作品     | －       | 《摯野》                       |                    |

## 編劇 / 影視化作品
| 播出年份     | 影視作品         | 劇集主演       | 擔任角色           | 備註                                                         |
| 2015年       | 他來了，請閉眼   | 霍建華、馬思純 | 音樂作詞、原創編劇 | 未參與影視化編劇，僅是該劇原著《他來了，請閉眼》的小說編劇   |
| 2016年       | 如果蝸牛有愛情   | 王凱、王子文   | 原創編劇           | 未參與影視化編劇，僅是該劇原著《如果蝸牛有愛情》的小說編劇   |
| 2016年       | 美人為餡         | 楊蓉、白宇     | 聯合編劇           | 與正聯合編劇；原著《美人為餡》                               |
| 2016年       | 美人為餡2        | 楊蓉、白宇     | 聯合編劇           | 與正聯合編劇；原著《美人為餡》                               |
| 2016年       | 美人為餡3        | 楊蓉、白宇     | 聯合編劇           | 與正聯合編劇；原著《美人為餡》                               |
| 2018年       | 你和我的傾城時光 | 趙麗穎、金瀚   | 原創編劇           | 未參與影視化編劇，僅是該劇原著《你和我的傾城時光》的小說編劇 |
| 2020年       | 明月曾照江東寒   | 朦朧、邢菲     | 原創編劇           | 未參與影視化編劇，僅是該劇原著《明月曾照江東寒》的小說編劇   |
| 2022年       | 烏雲遇皎月       | 李一桐、金瀚   | 獨立編劇           | 原著《烏雲遇皎月》                                           |
| 拍攝階段     | 待我醒來時       | 張新成、景甜   | －                 | 原著《待我有罪時》                                           |
| 改編籌備階段 | 他與月光為鄰     | －             | －                 | 原著《他與月光為鄰》                                         |
| 改編籌備階段 | 莫負寒夏         | －             | －                 | 原著《莫負寒夏》                                             |
| 改編籌備階段 | 穿越之江山不悔   | －             | －                 | 原著《穿越之江山不悔》                                       |

## 獲獎紀錄
- 2017年，憑藉《烏雲遇皎月》，獲第三屆“網絡文學雙年獎”銅獎。[1]
- 2020年，憑藉《待我有罪時》，入圍“2019年度中國網絡文學排行榜”之“中國網絡小説排行榜”。[2]